# Canberra Knights
Les Canberra Knights sont un club de hockey sur glace de Canberra en Australie. Il évolue dans l'AIHL, l'élite australienne.

## Historique
Le club est créé en 1981.

## Palmarès
- Vainqueur de l'AIHL : 1988.